# 弓形虫染色试验
弓形虫染色试验，又名萨宾-费尔德曼染色试验，是一个用于诊断弓蟲症的血清学试验，实验原理是某些抗体会阻止亞甲藍染液进入弓形虫生物的細胞質。用弓形虫滋养体和补体作为激活剂处理患者血清，然后孵育。孵育后，加入亚甲蓝。若血清中存在抗弓型虫抗体，由于这些抗体会被补体激活并裂解寄生虫膜，因此弓形虫滋养体不会被染色（结果呈阳性）；若无抗体，则具有完整膜的滋养体会被染色，显微镜观察呈蓝色（结果呈阴性）。以50%速殖子不着色的血清稀释度为该份被检血清的最高抗体滴度。该测试具有高度敏感性和特异性。
缺点：1.速殖子难以维持活体；2.检测的是免疫球蛋白G（IgG）抗体，因此无法区分新进的和以往的感染；3.肉孢子虫、刘氏锥虫、阴道毛滴虫会导致假阳性。